# Folgenkompaktheit
In der Mathematik ist ein topologischer Raum folgenkompakt, wenn jede Folge eine konvergente Teilfolge besitzt. Metrische Räume sind genau dann folgenkompakt, wenn sie totalbeschränkt und vollständig, also kompakt sind. Daher sind Teilmengen des {\displaystyle \mathbb {R} ^{n}} genau dann folgenkompakt (und kompakt), wenn sie abgeschlossen und beschränkt sind. Es gibt topologische Räume, die folgenkompakt und nicht kompakt sind, und Räume, die nicht folgenkompakt, aber kompakt sind.

## Definitionen

### Konvergente Folgen in topologischen Räumen
Ist {\displaystyle (X,d)} ein metrischer Raum, so konvergiert eine Folge {\displaystyle (x_{i})_{i\in \mathbb {N} }} mit {\displaystyle x_{i}\in X} gegen {\displaystyle x\in X}, wenn
{\displaystyle \forall \epsilon >0\ \exists n\in \mathbb {N} \ \forall i\geq n:\ d(x_{i},x)<\epsilon }.
Das bedeutet, dass die Folge genau dann gegen {\displaystyle x} konvergiert, wenn es für jede positive reelle Zahl {\displaystyle \epsilon } eine natürliche Zahl {\displaystyle n} gibt, sodass alle Folgenglieder ab dem {\displaystyle n}-ten Glied einen Abstand von {\displaystyle x} haben, der kleiner als {\displaystyle \epsilon } ist.
In beliebigen topologischen Räumen treten die Umgebungen an Stelle der offenen ε-Kugeln {\displaystyle B_{\epsilon }(x)=\{y\in X\mid d(y,x)<\epsilon \}}. Ist {\displaystyle X} ein topologischer Raum, so konvergiert eine Folge {\displaystyle (x_{i})_{i\in \mathbb {N} }} mit {\displaystyle x_{i}\in X} gegen {\displaystyle x\in X}, wenn es zu jeder Umgebung {\displaystyle U} von {\displaystyle x} ein {\displaystyle n\in \mathbb {N} } gibt, sodass {\displaystyle x_{i}\in U} gilt für alle {\displaystyle i\geq n}.

### Folgenkompaktheit
Ein topologischer Raum {\displaystyle X} wird folgenkompakt genannt, wenn jede Folge {\displaystyle (x_{i})_{i\in \mathbb {N} }} mit {\displaystyle x_{i}\in X} eine konvergente Teilfolge enthält. Entsprechend nennt man einen Teilraum {\displaystyle K\subset X} folgenkompakt, wenn jede Folge  {\displaystyle (x_{i})_{i\in \mathbb {N} }} mit {\displaystyle x_{i}\in K} eine konvergente Teilfolge mit Grenzwert in {\displaystyle K} besitzt.

## Metrische Räume
Ein metrischer Raum ist genau dann folgenkompakt, wenn er kompakt ist. Denn ein metrischer Raum ist genau dann kompakt, wenn er total beschränkt und vollständig ist.
Ist ein metrischer Raum total beschränkt, so enthält jede Folge eine Cauchy-Folge als Teilfolge. Ist er zusätzlich vollständig, so konvergiert diese Folge. Ein kompakter metrischer Raum ist daher folgenkompakt. Allgemeiner ist jeder erstabzählbare kompakte Raum folgenkompakt.
Ist ein metrischer Raum umgekehrt folgenkompakt, so muss er total beschränkt sein, da man sonst ein {\displaystyle \epsilon >0} und eine Folge von Punkten finden könnte, die jeweils einen Abstand von {\displaystyle \epsilon } haben, und daher keine konvergente Teilfolge haben würde. Der Raum muss außerdem vollständig sein, da eine konvergente Teilfolge einer Cauchy-Folge denselben Grenzwert wie die ursprüngliche Folge haben muss.

## Eigenschaften folgenkompakter Räume
Ein topologischer Raum wird abzählbar-kompakt genannt, wenn jede Folge einen Häufungspunkt hat. Jeder folgenkompakte Raum ist abzählbar kompakt. (Die Umkehrung gilt nicht.) Insbesondere ist jeder folgenkompakte Raum auch schwach abzählbar kompakt und pseudokompakt, da das auch jeder abzählbar kompakte Raum ist. Für metrische Räume fallen Kompaktheit, Folgenkompaktheit und abzählbare Kompaktheit stets zusammen.

## Beispiele

### Ein kompakter Hausdorff-Raum, der nicht folgenkompakt ist
Die Menge {\displaystyle \{0,1\}}, versehen mit der diskreten Topologie, ist kompakt, daher ist nach dem Satz von Tychonoff auch die Menge {\displaystyle \{0,1\}^{[0,1]}} aller Funktionen von dem Intervall {\displaystyle [0,1]} nach {\displaystyle \{0,1\}}, versehen mit der Produkttopologie kompakt, außerdem ist dieser Raum hausdorffsch.
Dass {\displaystyle \{0,1\}^{[0,1]}} mit der Produkttopologie versehen ist, bedeutet, dass eine Folge von Funktionen konvergiert, wenn sie punktweise konvergiert.
Dieser Raum ist aber nicht folgenkompakt:
Eine Folge von Funktionen, die keine konvergente Teilfolge enthält, kann wie folgt definiert werden:
In der zum Dezimalbruch analogen Schreibweise im Dualsystem sind die Nachkommastellen einer reellen Zahl eine unendliche Folge von Nullen und Einsen.
Die Folge {\displaystyle (a_{n})_{n\in \mathbb {N} }\ (a_{n}\in \{0,1\}^{[0,1]})} wird nun wie folgt definiert: {\displaystyle a_{n}(x)} ist die {\displaystyle n}-te Nachkommastelle der Zahl {\displaystyle x}.
Zu einer Teilfolge {\displaystyle (a_{n_{k}})_{n\in \mathbb {N} }} kann nun wie folgt eine Zahl {\displaystyle y} definiert werden. In der binären Kommadarstellung hat {\displaystyle y} an der {\displaystyle n_{k}}-ten Stelle eine {\displaystyle 0}, wenn {\displaystyle k} gerade ist und eine {\displaystyle 1}, wenn {\displaystyle k} ungerade ist, an den weiteren Stellen eine {\displaystyle 0}. Das bedeutet, dass die Folge {\displaystyle (a_{n_{k}})_{n\in \mathbb {N} }} nicht konvergiert, da im Punkt {\displaystyle y} die Werte hin- und herspringen. Die Folge {\displaystyle (a_{n})_{n\in \mathbb {N} }} kann also keine konvergente Teilfolge haben.
Da der Raum kompakt ist, besitzt die Folge {\displaystyle (a_{n})} jedoch ein konvergentes Teilnetz.

### Ein folgenkompakter Raum, der nicht kompakt ist
Die erste überabzählbare Ordinalzahl {\displaystyle \omega _{1}} (also die überabzählbare Menge aller abzählbaren Ordinalzahlen {\displaystyle [0,\omega _{1})}) ist durch die Relation {\displaystyle <} (die {\displaystyle \in }-Relation) wohlgeordnet und trägt daher die Topologie dieser Ordnung.
Ist nun {\displaystyle (a_{n})_{n\in \mathbb {N} }} eine Folge von Ordinalzahlen, so ist die kleinste Ordinalzahl mit der Eigenschaft, dass nur endlich viele Folgenglieder größer als sie sind, ein Häufungspunkt dieser Folge und die Folge kann zu einer konvergenten Folge ausgedünnt werden. Der Raum ist daher abzählbar kompakt und folgenkompakt.
Die Familie {\displaystyle \bigcup _{\alpha <\omega _{1}}\alpha =\bigcup _{\alpha <\omega _{1}}\{\beta \mid \beta <\alpha \}} von offenen Mengen überdeckt die Menge aller abzählbaren Ordinalzahlen. Eine endliche Teilfamilie enthält aber nur abzählbar viele Elemente von {\displaystyle \omega _{1}}. {\displaystyle \omega _{1}} ist daher nicht kompakt.
Dass die Menge {\displaystyle [0,\omega _{1})} nicht kompakt ist, liegt daran, dass sie die Limesordinalzahl {\displaystyle \omega _{1}} nicht enthält. Diese ist aber nicht der Limes einer abzählbaren Folge, sondern nur der Limes eines überabzählbaren Netzes (etwa gegeben durch alle abzählbaren Ordinalzahlen in ihrer natürlichen Reihenfolge).